# Cucumis carolinus
Cucumis carolinus är en gurkväxtart som beskrevs av J.H. Kirkbride. Cucumis carolinus ingår i släktet gurkor, och familjen gurkväxter. Inga underarter finns listade i Catalogue of Life.